# Альфа-різноманітність
Альфа-різноманітність (англ. alpha-diversity) — показник складності фітоценозу. У найпростішому варіанті альфа-різноманітність вимірюється числом видів на одиницю площі. Однак частіше одночасно з оцінкою числа видів проводиться облік їх співвідношення, тобто різноманітності кількісних вкладів або вирівненності видів (англ. evenness or equitability. В останньому випадку можливі дві теоретичні моделі, з якими порівнюється емпіричний розподіл: упорядкування видів (англ. ranked-abundance list) за числом зустрінутих особин (зазвичай для малого числа видів в біоценозі) і розподіл видового різноманіття (англ. species-abundance distribution за кількістю видів, представлених певною кількістю індивідуумів.
У першому випадку емпіричний розподіл порівнюється з геометричною серією (модель незаповненості екологічних ніш, пов'язана з наявністю сильного домінанта) або з серією Р. Мак-Артура (англ. R. Mac-Arthur; модель випадкових меж між нішами), що дозволяє судити про характер розподілу ресурсів між взаємодіючими видами. Р. Уїттекер (англ. R. Whittaker) відзначає, що вивчення цих кривих в цілому малоефективно, хоч і дає інформацію щодо характеру взаємодії популяцій.
Розподіли видової різноманітності в другому випадку досліджуються традиційними методами: порівняння емпіричних розподілів з теоретичними (логарифмічним, негативно біноміальним, моделлю «експоненціально розламаного стрижня» та ін.). Вимірювання альфа-різноманітності можливо багатьма індексами різноманітності, кожен з яких відображає лише одну із сторін цього важливого показника. Найбільш поширеними мірами є індекс К. Шеннона-В. Уівера і індекс Є. Сімпсона (порів .: бета-різноманітність і гамма-різноманітність).

## Виноски
1. ↑   Handbook of vegetation science. Ordination and classification of vegetation. / Ed. by R.H. Whittaker. — Hague: Dr. W. Junk B.V., 1973. — Pt. 5. — P. 717–726.
2. ↑   Уиттекер Р. Сообщества и экосистемы. / Пер. с англ. М.: Прогресс, 1980. — 328 с.
3. ↑   Федоров В. Д., Гильманов Т. Г. Экология. — М.: Изд-во МГУ, 1980. — 520 с.